# Agnieszka Dowbor-Muśnicka
Agnieszka Dowbor-Muśnicka (Lusowo, 7 settembre 1919 – Palmiry, 20 o 21 luglio 1940) è stata una partigiana polacca, attiva nella resistenza polacca durante la seconda guerra mondiale e trucidata dai nazisti nel massacro di Palmiry.

## Biografia

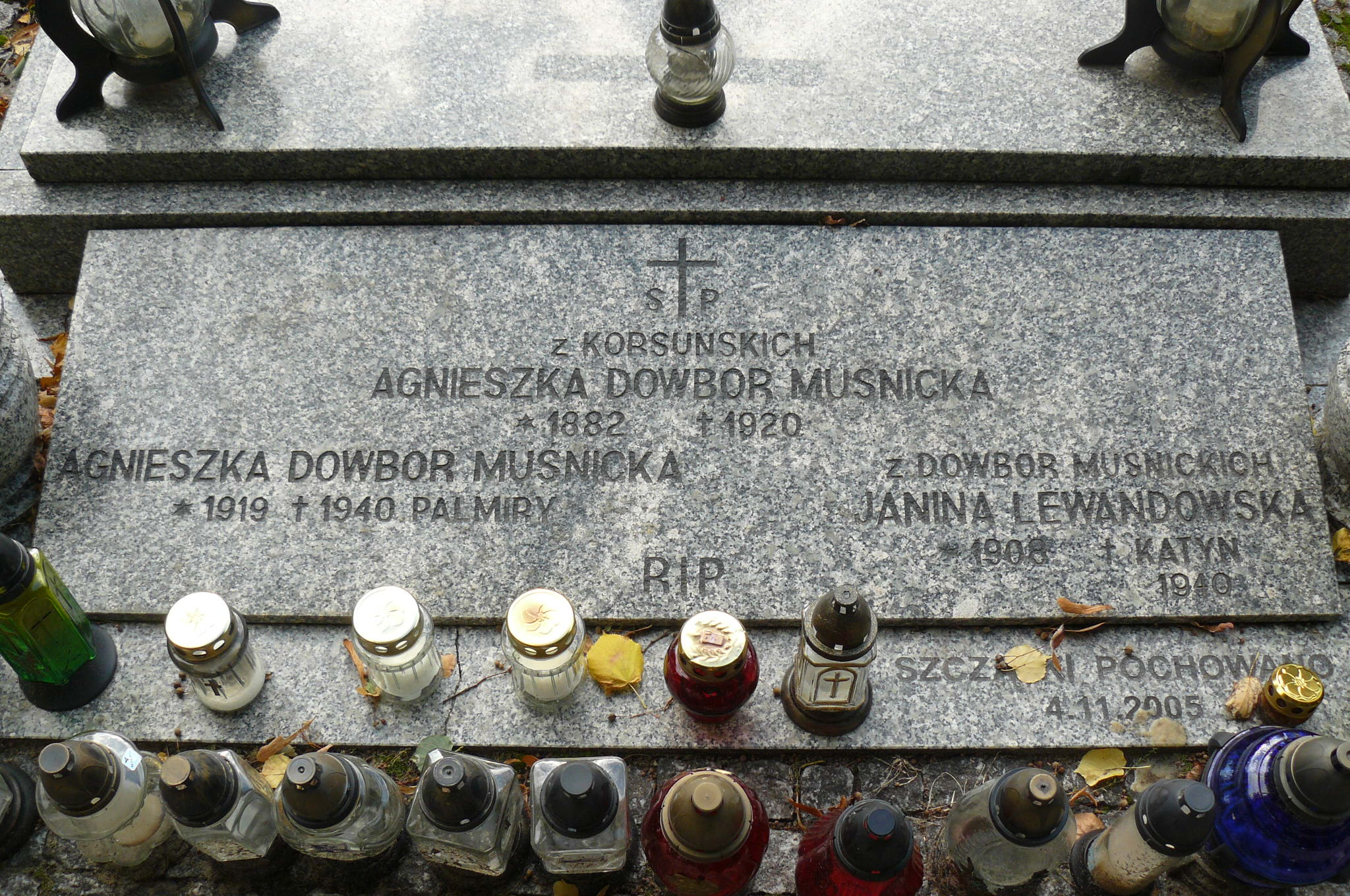
La lapide cimiteriale che commemora Agnieszka Dowbor-Muśnicka e sua sorella Janina presso il cimitero di Lusowo

Agnieszka nacque a Lusowo nel 1919 da Józef Dowbor-Muśnicki (1867–1937), un noto generale polacco, e Agnieszka Dowbor-Muśnicka (1882-1920), che morì quando era piccola. Aveva una sorella, Janina, e due fratelli, Giedymin and Olgierd. Inizialmente ricevette un'istruzione domiciliare, poi cominciò frequentare a le scuole locali. Le piaceva particolarmente occuparsi delle questioni agricole della tenuta di famiglia, per cui decise di frequentare la Scuola Statale di Orticoltura a Poznań.

Donne polacche condotte dai nazisti nella foresta di Palmiry per essere trucidate

Nel 1939 i tedeschi occuparono la Polonia e Agnieszka scelse di fuggire a Varsavia, dove divenne un membro attivo della resistenza polacca e si unì ad un'organizzazione chiamata "the Wolves" (i lupi). Usò il suo soprannome Gusia come nome di battaglia per nascondere la sua vera identità alla Gestapo,  che era già sulle sue tracce, essendo Agnieszka la figlia di un famoso generale e membro di spicco dell'intelligencija polacca. A quel tempo, infatti, tutti gli intellettuali venivano perseguitato dagli invasori nazisti, che avevano lo scopo di uccidere chiunque potesse prendere le redini della resistenza.
Agnieszka fu arrestata dai nazisti il 25 aprile 1940 e reclusa nella prigione di Pawiak, vicino a Varsavia, insieme ad altri partigiani del suo gruppo. Barbaramente torturata, fu poi trasportata in camion fino alla foresta di Palmiry, dove venne trucidata. Il suo corpo, gettato in un fossato profondo diversi metri, fu rinvenuto e identificato soltanto nel 2017.
Agnieszka e la sorella Janina Lewandowska sono ricordate nella tomba di famiglia presso il cimitero di Lusowo. Janina aveva servito come pilota nel corpo aereo polacco ed era stata uccisa il giorno del suo trentaduesimo compleanno nel massacro di Katyn', perpetrato dai sovietici.